# Kantauri
José Javier Arizkuren Ruiz (Pamplona, Navarra, 13 de noviembre de 1958), alias «Kantauri» fue un miembro de la organización terrorista ETA desde 1981 y miembro de su aparato militar entre 1993 y 1999, año en que fue detenido en París. Condenado por la Audiencia Nacional como responsable de numerosos atentados terroristas que causaron la muerte de 20 personas y decenas de heridos, así como por su participación en varios secuestros y otros delitos.

## Biografía

### Actividad terrorista en ETA[1]
En 1981 se integra en el comando legal Baratza, participando en atentados con explosivos contra torretas y transformadores eléctricos en Navarra. En 1982 tomó parte en el atentado fallido contra el relevo de la Policía Nacional que prestaba servicio en la estación eléctrica próxima al Club de Natación de Pamplona.
En 1984 se integra como miembro del comando de liberados Araba con el que participó en los siguientes atentados:
- Asesinato del Subcomisario de Policía Pedro Ortiz de Urbina en Vitoria el 1 de marzo de 1984.
- Ametrallamiento de una patrulla de la Policía Nacional en Mendizorroza el 10 de marzo de 1985.
- Atentado fallido con bomba contra un guardia civil en Llodio (Álava), el 11 de abril de 1985.
- Explosión de un coche-bomba contra el cuartel de la Guardia Civil en Llodio (Álava), el 2 de mayo de 1985.
- Asesinato de un policía nacional al hacer explosión un artefacto en su vehículo particular en Vitoria, el 14 de mayo de 1985
- Atentado fallido con coche-bomba contra miembros de la Policía Nacional en Mendizorroza, el 19 de mayo de 1985.
- Asesinato del cartero Estanislao Galíndez Llanos en Amurrio (Álava), el 26 de junio de 1985.
- Asesinato de un guardia civil, mediante la colocación de un artefacto explosivo en Luyano (Álava), el 3 de agosto de 1985.
- Asesinato de dos policías mediante la explosión de un artefacto al paso de un vehículo del CNP en Vitoria, el 16 de agosto de 1987.

En 1987 huye a Francia junto a María Soledad Iparraguirre, Anboto, también miembro del comando Araba. En 1992, se detecta su presencia en el comando Madrid, al que se le atribuyen los siguientes atentados:
- Intento de asesinato a María Jesús González y a su hija, Irene Villa González, al estallar un artefacto, más conocido como "bomba lapa", colocado en la parte inferior del chasis del coche de María, el 17 de octubre de 1991.
- Asesinato de cuatro militares y un funcionario al hacer explosión un coche bomba en Madrid, el 6 de febrero de 1992.
- Asesinato del hijo de un Coronel del Ejército al estallar un artefacto colocado en los bajos de su coche en Madrid, el 23 de marzo de 1992.
- Asesinato del coronel retirado Joaquín Vasco Álvarez por la explosión de un paquete bomba en Madrid, el 31 de marzo de 1992.
- Explosión de un coche-bomba al paso de una furgoneta de la Policía en Madrid, el 24 de mayo de 1992.
- Asesinato del subteniente de la Guardia Civil Miguel Miranda por explosión de un coche-bomba en Madrid, el 30 de noviembre de 1992.

En 1993 huye con Anboto a Francia tras detectar que las Fuerzas de Seguridad están tras ellos. Después de la detención de Félix Alberto López de la Calle Gauna, Mobutu, se le sitúa como responsable de los comandos ilegales. En 1996 pasa a ser el máximo jefe del aparato militar de ETA. Desde Francia, planificó y ordenó a distintos comandos los siguientes actos:
- Asesinato del sargento de la policía municipal Alfonso Morcillo Calero a tiros en Lasarte, el 15 de diciembre de 1994.
- Asesinato del parlamentario popular Gregorio Ordóñez, tiroteado en un restaurante de San Sebastián, el 25 de enero de 1995.
- Intento de asesinato al rey Juan Carlos durante el verano de 1995 en Mallorca.[2]
- Secuestro del funcionario de prisiones José Antonio Ortega Lara en Burgos, el 17 de enero de 1996, liberado por la Guardia Civil en Mondragón el 1 de julio de 1997 tras 532 días de secuestro.
- Asesinato del dirigente socialista Fernando Múgica en San Sebastián el 6 de febrero de 1996.[3]
- Atentado contra un autobús militar en Córdoba el 25 de mayo de 1996, en el que murió el sargento Miguel Ángel Ayllón Díaz-González y resultaron heridas cuatro personas más.[4]
- Secuestro del empresario vasco Cosme Delclaux el 11 de noviembre de 1996 en Zamudio, retenido 232 días y finalmente liberado tras pagar su familia 500 millones de pesetas.[5]
- Asesinato del concejal popular Alberto Jiménez-Becerril y su esposa, tiroteados en Sevilla el 30 de enero de 1998.

En 1998 es condenado en rebeldía en Francia a seis años de prisión y prohibición de residencia definitiva por asociación de malhechores para preparar un atentado terrorista.

### Detención
El terrorista Kantauri fue detenido el 9 de marzo de 1999 junto a tres de sus lugartenientes en París por la Policía francesa en colaboración con la Guardia Civil. Uno de los lugartenientes que cayó junto al jefe del aparato militar fue José María Puy Lecumbery, el encargado de la adquisición de armas en el mercado negro internacional. La redada se produjo en plena tregua de Estella, un día antes de que la Policía Nacional desarticulara en San Sebastián al nuevo comando Donosti. Según fuentes de la lucha antiterrorista, en aquellos momentos Kantauri era uno de los dirigentes etarras más opuestos a la tregua.

### Extradición y procesos judiciales
Tras cumplir una condena de seis años en Francia por un delito de asociación de malhechores con fines terroristas, la justicia francesa autorizó en 2006 la reclamación de extradición presentada por España para que Kantauri fuera juzgado por los delitos cometidos durante su actividad terrorista. Durante el tiempo que cumplió condena en Francia, Kantauri ya pudo responder en parte ante la justicia española, pues fue entregado temporalmente a España en 2001 y 2002, siendo el primero de los etarras en inaugurar el mecanismo de entrega temporal de delincuentes que Francia y España habían acordado en una cumbre celebrada en 2001. Así, durante ese período temporal fue condenado por la Audiencia Nacional a 72 años de prisión por tres condenas: por el intento de atentado contra el rey Juan Carlos en 1995 (13 años de cárcel), el asesinato del subcomisario de policía Pedro Ortiz de Urbina en 1984 (37 años) y el intento de asesinato de un guardia civil en Alava en 1985 (22 años). En 2008 fue condenado de nuevo por la Audiencia Nacional a penas que sumaban 82 años de cárcel por su participación, junto a miembros del comando Araba, en el atentado con coche-bomba contra una patrulla policial el 6 de agosto de 1987, en el que resultaron muertos dos agentes y herida una tercera persona. 
En 2009 fue trasladado de la cárcel gaditana de alta seguridad de Puerto III al recién inaugurado centro de Sevilla II, en Morón de la Frontera. Los informes que maneja el Ministerio del Interior constatan que Arizkuren se mantiene en posiciones radicales a pesar de la década que lleva en la cárcel. Fue el único preso de ETA en el penal sevillano, donde ocupaba una celda en un módulo de máxima seguridad. Fuentes penitenciarias aseguran que la influencia mutua entre Kantauri y los otros etarras recluidos en Puerto III era negativa para ambas partes. Desde su extradición en 2007, Arizkuren siempre había estado recluido en Cádiz, a excepción de algunos traslados a Madrid para juicios y una brevísima estancia en la prisión de A Lama (Pontevedra) nada más llegar desde Francia. En 2020 fue trasladado a la cárcel de Navarra.